# 青山葵
青山 葵（あおやま あおい、1979年8月8日- ）は、日本のAV女優。
京都府出身、エイトマンに所属。

## 経歴
高校卒業後、貿易会社の秘書をしていた。26歳の時に結婚し退職、主婦をしていたが、次第にセックスレスとなり、夫が海外赴任中、後輩の秘書と不倫したため、2010年に離婚。
2011年12月にマドンナが行った第1回ドリームオーディションで5098票を獲得、126名の中からグランプリに選ばれ 賞金500万円を獲得した。
2012年2月、写真集『微熱ワイフ』を発売、3月「第一回マドンナドリームオーディション優勝者 バスト102cm Icupスーパー美熟女 青山葵32歳AVデビュー!!」でAVデビューを果たした。

## 人物
- 母親がロシア系クォーターであったためか[7]、お尻が大きくなったと語っている[2]。また巨乳家系でもあるという[8]。
- 初体験は中学校2年で14歳のときに友達の彼氏と行った。15歳の時からつきあった彼氏とは大人のおもちゃを使ったり、ナースとかチャイナドレスとかコスプレを取り入れたプレイをしていた[9]。商業系の女子高に進学、当時はバレンタインデーに15個ほどチョコレートをもらっていた。

## 作品

### アダルトビデオ
- 第一回マドンナドリームオーディション優勝者 バスト102cm Icupスーパー美熟女 青山葵32歳AVデビュー!!（3月7日、マドンナ）
- 美義母 葵（4月7日、マドンナ）
- 人妻女教師 魅惑の授業（5月7日、マドンナ）
- 美熟女ソープ壺姫御殿（6月7日、マドンナ）
- 仕組まれた不倫OL凌辱裁判 法廷で弄ばれる卑猥な肉体（7月7日、マドンナ）
- 南の楽園から 人妻露出旅行 恥じらいと快楽に満ちた島（8月7日、マドンナ）
- 友人の母親（10月1日、VENUS）
- 義母奴隷（10月13日、溜池ゴロー）
- 人妻恥悦旅行（10月18日、グローリークエスト）
- 高身長痴女 綺麗なお姉さんの美脚とデカ尻 トールマニア（10月19日、ドグマ）
- AV女優が撮影現場に来たらいきなりSEX〜即ハメ生中出し[SS-001]（11月1日、グローリークエスト）
- 近親相姦9 母と兄妹の禁断の関係（11月9日、アットワンコミュニケーション）
- 兄嫁は僕のモノ（11月9日、マダムス）
- 近親[無言]相姦 隣にお父さんがいるのよ（11月19日、VENUS）
- ドリームオーディション優勝者 青山葵レジェンド8時間（12月7日、マドンナ）
- 友人の母 息子の友人に犯され、幾度もイカされてしまったんです（12月13日、溜池ゴロー）

- 人妻レズ美アン 6（1月1日、U&K）共演：風間ゆみ
- 巨乳奥様モデルグラビア撮影（2月7日、グローリークエスト）
- 非日常的悶絶遊戯 第百七十章（2月13日、AVS）
- 義母の恥ずかしい日常 人妻のあやまちシリーズ（3月7日、桃太郎映像出版）
- 葵ママとのやらしい生活（3月19日、VENUS）
- エクササイズボディ5（3月25日、AVS）
- AV女優が撮影現場に来たらいきなりSEX〜即ハメ生中出し（11月7日、グローリークエスト）
- 淫語パンストセックスとディープキス Vol.1（4月25日、AVS collector’s）
- あなた、許して…。-愛欲ノルマ-（5月7日、アタッカーズ）
- 極エロ女神の淫語誘惑（5月13日、AVS collector’s）
- 変態一家に陵辱される爆乳妻（6月6日、グローリークエスト）
- ディープスロート淫口変態夫人（6月25日、AVS collector’s）
- 破廉恥ママさんスイミング教室（8月1日、VENUS）
- サイレントレイプ 声を出せない私3 罪深き絶頂に震えて（8月7日、アタッカーズ）
- 淋しんぼ母さん 過剰な愛情欲情セックス（8月29日、センタービレッジ）
- 色っぽい嫁 ムンムンと漂うセックスの匂い ナマナマしくもふくよかな白い乳房（12月13日、FAプロ）
- 素人さんいらっしゃい! AV女優青山葵と混浴露天温泉でHなことしませんか?（12月19日、グローリークエスト）
- 淫語ママ（12月19日、ドグマ）

- 青山葵の世界（1月13日、AVS collector’s）※女優ベスト
- 上品な熟女の卑猥な口性器（1月19日、ドグマ）
- 衝撃解禁!! 黒人と美熟女（2月7日、マドンナ）
- 献身看護（2月27日、センタービレッジ）
- 淫語スイートルーム（3月1日、Doスケベ）
- S級熟女コンプリートファイル 青山葵4時間（3月1日、VENUS）※女優ベスト
- 姑の卑猥過ぎる巨乳を狙う娘婿（3月6日、グローリークエスト）
- 淫語で誘う寸止め焦らし痴女 ～僕を生殺しにして愉しむ教え子のお母さん～（4月1日、Fitch）
- 母の親友（4月13日、VENUS）
- 濃厚汗だく豊満グラマラス ～フェロモン漏れだすムレムレ肉感生保レディ～（7月1日、Fitch）
- ママ友に誘われた合コンで…（7月4日、カマタ映像）
- ショタ・チビ亀くんのハレンチいたずら日記（8月29日、ドリームステージ）
- 男根を漁る日焼け妻の誘惑（9月1日、Fitch）
- SEXは熟女のほうがウマいに決まってる。（10月19日、乱丸）
- 巨尻タイトスカート 透けた魅惑のパンティライン（11月1日、Fitch）
- 絶対に僕から視線を外さない母さんの愛欲セックス（12月18日、センタービレッジ）

- 部長の奥さんがエロすぎて…（1月1日、VENUS）
- 息子の為に抱かれる淫靡な母（2月13日、オルガ）
- Best of 青山葵（4月4日、アウダースジャパン）※女優ベスト
- ひとつ屋根の下で暮らす息子の嫁を犯す 義父の家庭内暴行劇（5月25日、グローバルメディアエンタテインメント）

- 美熟女肉感グラマラス青山葵BEST8時間（4月1日、Fitch）※女優ベスト
- ヘンリー塚本 迫力のリアル映像 18人のいい女たちの接吻＆48手（9月13日、FAプロ）※オムニバス作品

- 高身長ママのお手コキびっち（5月19日、ドグマ）
- M女なセフレは豊満な高身長妻（6月10日、センタービレッジ）
- お義母さん、にょっ女房よりずっといいよ…（7月8日、タカラ映像）
- 真・異常性交 四十路母と子 其の拾八 母の無邪気な触れ合いが息子の情欲を昂ぶらせる（9月28日、グローバルメディアエンタテインメント）

### VR
- VR 麗しの熟女湯屋 ねっとり和室恋人プレイ（2017年4月26日、グローバルメディアエンタテインメント）
- VR 麗しの熟女湯屋 ヌルヌルマットプレイ奉仕（2017年4月26日、グローバルメディアエンタテインメント）

## 書籍・その他

### 写真集
- 微熱ワイフ（2012年2月29日、双葉社、撮影：冨貴塚宏樹）ISBN 9784575303988

### デジタル写真集
- Exercise Body エクササイズボディ ver.5 青山葵（2014年10月1日、DEC）

### 雑誌
- めっちゃイイ 2012年5月号（インテルフィン）- 表紙
- 漫画人妻プラザ 2012年5月号（蒼竜社）- 表紙
- 本当にあったみだらな話 2012年5月号（一水社）
- アサヒ芸能 2012年5月24日号（徳間書店）- 巻末グラビア
- よろめき 2012年6月号（大洋図書）- 表紙
- 実話大報 2012年9月号（ジーオーティー）- グラビア
- めちゃイイ!! 2013年07月号（インテルフィン）- 今月のオススメ美熟女
- めちゃイイ!! 2013年8月号（インテルフィン）- 女優特集
- めちゃイイ!! 2014年3月号（インテルフィン）- 表紙
- めちゃイイ!! 2014年5月号（インテルフィン）- 今月のオススメ美熟女

### グッズ
- J-HOLE 淫乱美熟女のあそこ 青山葵（2014年12月30日、TIARA）
- 若妻の匂い付きパンティ 青山葵33歳（2016年8月5日、TIARA）

## 出演

### テレビ出演
- そこウサ（千葉テレビ 2012年3月8日/東京MXテレビ 2012年3月9日放送）
- おとなの子守唄（サンテレビ、2012年11月5日,2013/1-）

ケンコバのバコバコテレビ(サンテレビ、2013/10-)

### 映画
- 女囚701号 さそり外伝 第41雑居房（2012年8月8日公開、新東宝映画）